# 스테판 콜라로

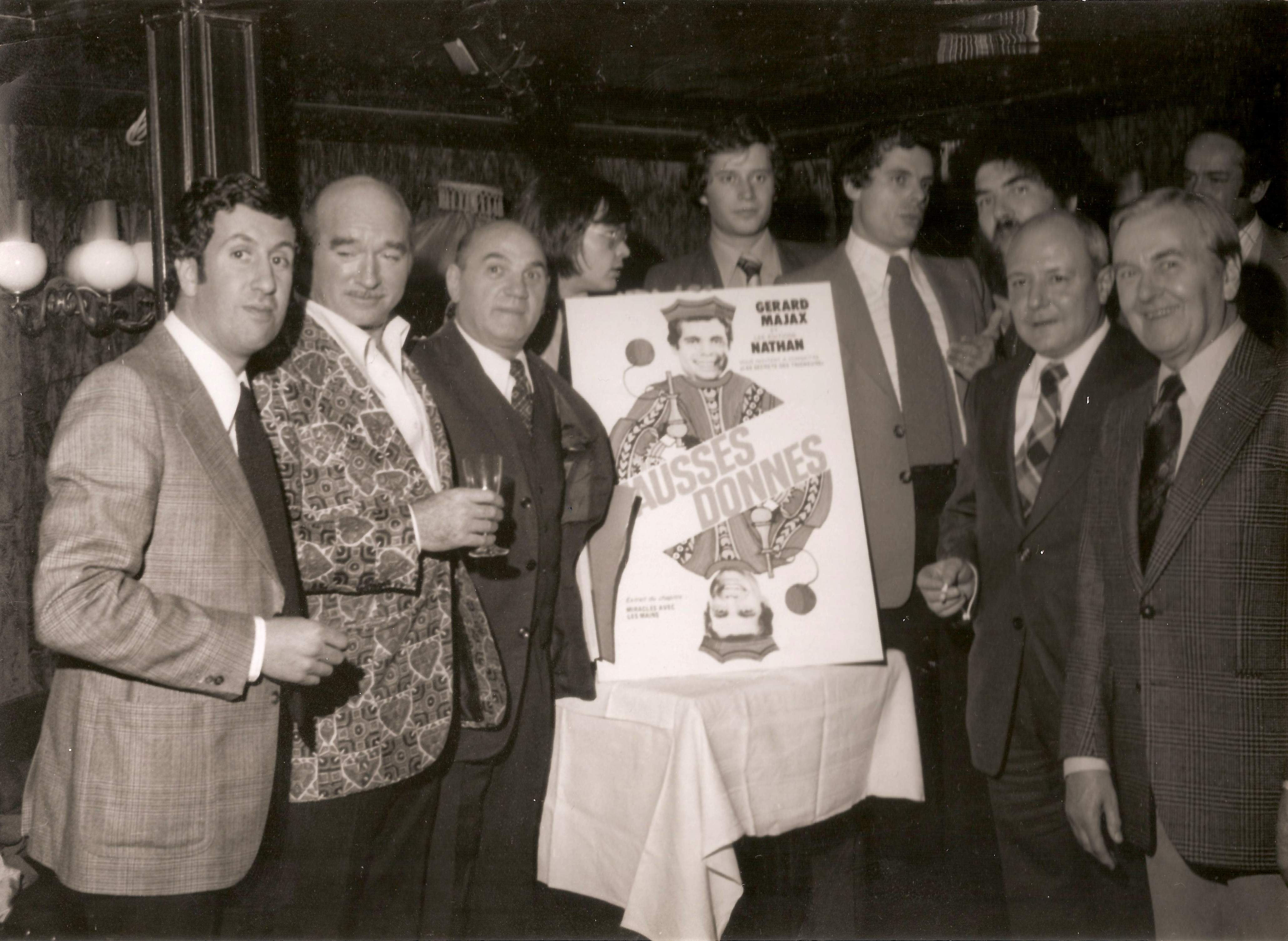

스테판 콜라로(Stéphane Collaro, 1943년 5월 20일 -)는 프랑스의 희극인이자 배우, 프로듀서이다.
본디 언론인 출신으로, 1960년대에 ORTF(fr)에서 방송 기자로 활동하기 시작하여 ORTF가 폐지된 1974년까지 시사와 스포츠 분야에서 활약했다.
이후 1975년에 Le Petit Rapporteur→작은 리포터(fr)의 출연을 시작으로 방송인으로 데뷔하여 1978년, Le Collaro Show의 진행자를 시작으로 1982년~1984년 사이에 방송된 Co-Co Boy(fr), 1984년~1987년까지 방송된 Cocoricocoboy(fr), 1987년~1988년의 Collaricocoshow(fr), 그리고 1988년~1995년의 Le Bébête show(fr)로 이어지는 일련의 정치 풍자 코미디를 프로듀싱하고 직접 진행했다.